# Васино (Большесельский район)
Васино — деревня в Большесельском сельском поселении Большесельского района Ярославской области.

## Население
По данным статистического сборника «Сельские населенные пункты Ярославской области на 1 января 2007 года», в деревне Васино проживает 1 человек. По топокарте на 1981 год в деревне проживало 0,02 тыс. человек.

## География
Деревня расположена на расстоянии около 4 км к юго-востоку от районного центра Большое Село. Она стоит на небольшом ручейке, правом притоке реки Молокша. На расстоянии около 1 км к юго-западу от Васино на правом берегу Молокши стоит деревня Федорково, там проходит дорога от Большого Села к Арефино. Васино и Федорково стоят на одном поле, окружённом лесом. В 1 км на север от Васино стоит деревня Заручье.

## История
Деревня Васина указана на плане Генерального межевания Борисоглебского уезда 1792 года. В 1825 году Борисоглебский уезд был объединён с Романовским уездом. По сведениям 1859 года деревня относилась к Романово-Борисоглебскому уезду.